# Cidade Universitária de Campo Grande

A Cidade Universitária de Campo Grande se localiza em Campo Grande, Mato Grosso do Sul, sendo o maior campus de ensino superior de Mato Grosso do Sul, com mais de 13 mil estudantes. Pertence a Universidade Federal de Mato Grosso do Sul (UFMS) e está localizada na Avenida Costa e Silva, região sul da cidade.
Na Cidade Universitária estão a maioria das unidades de ensino, pesquisa e extensão da universidade. Encontram-se aí também os órgãos centrais da UFMS, como o gabinete do reitor e as pró-reitorias.
Além das faculdades, abriga também, no seu interior, vários centros culturais e recreativos.

## Infraestrutura
Juntamente com a Universidade Federal de Mato Grosso , em 1967 no governo de Pedro Pedrossian, deu início ao Plano Diretor da Universidade Estadual de Mato Grosso -  UEMT. A mando do governador, o arquiteto Armênio Iranik Arakelian foi contactar o escritório de Oscar Niemeyer, para o projeto da Universidade Federal de Mato Grosso em Cuiabá e também em Campo Grande. Lá conheceu Hans Mueller, arquiteto alemão que trabalhava com Niemeyer e juntos começaram a projetar o pavilhão de ensino, com mais de 300 metros lineares. Pressionado pela classe política, Pedro Pedrossian recuou e mandou Arakelian elaborar o projeto do campus de Campo Grande. Foi convidado também o artista plástico Caetano Fracarolli para fazer os monumentos de Campo Grande e Cuiabá da então UEMT.
O campus foi inaugurado em 1971 com as atuais Unidades I, II, III, IV de salas de aula e blocos multiúso, Restaurante Universitário, Complexo Aquático projetado por Avedis Balabanian, estacionamento e o monumento símbolo da UFMS, apelidado de "paliteiro", na entrada da universidade. Juntamente com Oscar Arine, Arakelian projetou o Hospital Universitário e o Estádio Morenão de Cyríaco Maymone Filho todos prontos na mesma época e o Ginásio de Esportes por Jurandir Santana Nogueira, construído anos depois.
Com a divisão do estado de Mato Grosso em 1977 e a criação de Mato Grosso do Sul, houve a federalização da UEMT e criado a Fundação Universidade Federal de Mato Grosso do Sul - UFMS com sede em Campo Grande na cidade universitária.

## Complexo Esportivo
- Ginásio de Esportes Amadeu Mena Gonçalves: também conhecido por Ginásio Moreninho.
- Quadras esportivas (futsal, vôlei, basquete)
- Complexo Aquático (piscina olímpica).

Estádio Pedro Pedrossian (Morenão).

- Pista de atletismo
- Quadra de tênis

## Estádio Pedro Pedrossian (Morenão)
O Estádio Morenão é o maior estádio de futebol de Mato Grosso do Sul e o maior estádio universitário da América Latina. Seu nome de batismo é Estádio Pedro Pedrossian, tendo este nome em homenagem ao então governador de Mato Grosso, Pedro Pedrossian, na época da fundação da UFMS. Foi inaugurado em 7 de Março de 1971.

## Laboratórios
- RESAN: Laboratório de Hidroinformática
- LAQUA: Laboratório de Qualidade Ambiental

## Monumento à cidade universitária

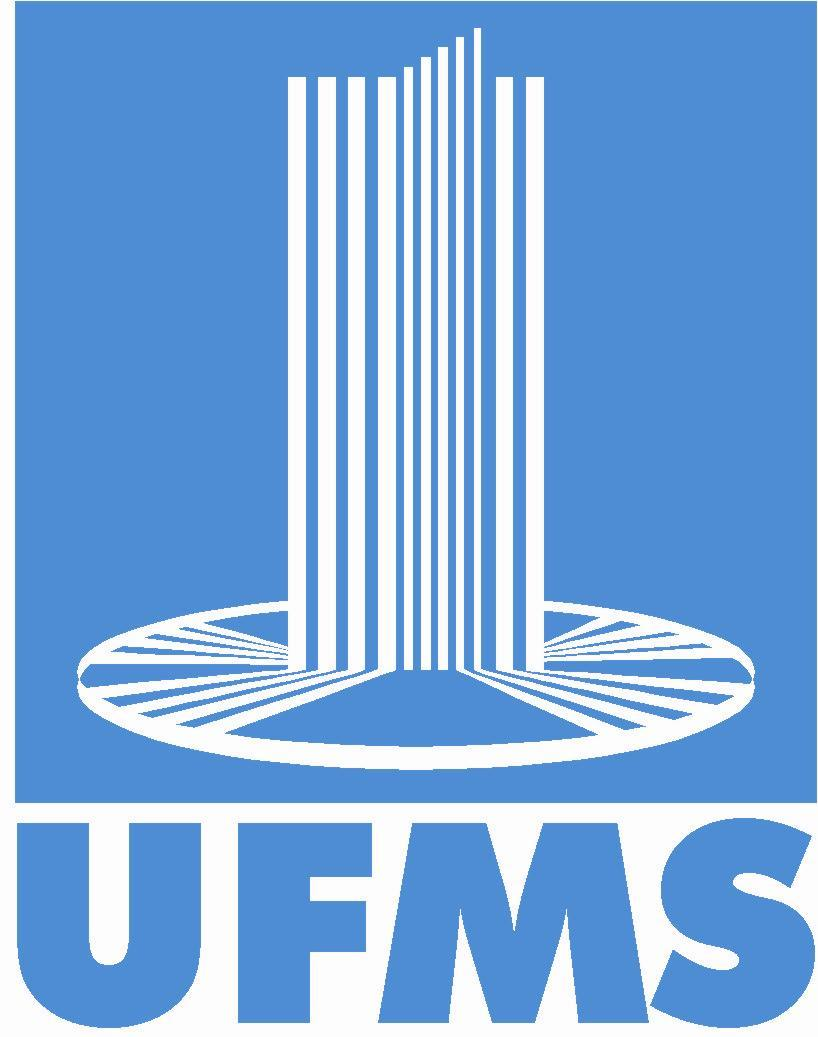
Logo da UFMS com o Monumento à cidade universitária ("paliteiro")

O monumento símbolo da Universidade Federal de Mato Grosso do Sul (UFMS) foi projetado pelo arquiteto Caetano Fraccaroli, escultor e ex-professor da USP, a pedido de Armênio Iranick Arakelian, arquiteto da UFMS. Teve sua construção realizada em 1970, sendo batizado com o nome de Monumento à cidade universitária, mas ficou mais conhecido pelo apelido carinhoso de "paliteiro".
A escultura é um relógio de luz que faz jogo de sombra, e possui uma simbologia por trás de suas formas. As 24 colunas horizontais nascendo da água, representam a vida, dando as pessoas que passam ao largo o sentido de movimento e expressam o dinamismo da juventude. As colunas orientadas para o alto (infinito), representam as aspirações sem limite dos jovens. Sua posição na entrada do campus de Campo Grande é estratégica para definir o compromisso da UFMS com a formação universitária.
Em setembro de 2005, o "paliteiro", mediante aprovação do Conselho Municipal de Cultura, foi tombado como um patrimônio histórico e cultural de Campo Grande.

## Unidades da Administração Setorial
A Cidade Universitária em Campo Grande/MS é o único câmpus da UFMS composto por diversas unidades setoriais, que totalizam 11, entre centros, faculdades e institutos. Estas unidades possuem uma maior autonomia administrativa, bem como facilitam a organização geográfica no câmpus. A seguir, as unidades da administração setorial de Campo Grande-MS e seus respectivos cursos.

### Escola de Administração e Negócios (ESAN)
- Administração - Bacharelado (Integral)
- Administração - Bacharelado (Noturno)
- Administração - Bacharelado (À Distância)
- Ciências Econômicas - Bacharelado (Integral)
- Ciências Contábeis - Bacharelado (Noturno)
- Processos Gerenciais - Tecnológico (Noturno)
- Turismo - Bacharelado (Diurno)

### Instituto de Biociências (INBIO)
- Ciências Biológicas - Bacharelado (Integral)
- Ciências Biológicas - Licenciatura (Noturno)
- Ciências Biológicas - Licenciatura (À distância)

### Instituto Integrado de Saúde (INISA)
- Enfermagem - Bacharelado (Integral)
- Fisioterapia - Bacharelado (Integral)

### Faculdade de Ciências Farmacêuticas, Alimentos e Nutrição (FACFAN)
- Alimentos - Tecnológico (Noturno)
- Engenharia de Alimentos - Bacharelado (Integral)
- Farmácia - Bacharelado (Integral)
- Nutrição - Bacharelado (Integral)

### Faculdade de Ciências Humanas (FACH)
- Ciências Sociais - Bacharelado (Integral)
- Filosofia - Licenciatura (Noturno)
- História - Licenciatura (Noturno)
- Psicologia - Bacharelado (Integral)

### Faculdade de Educação (FAED)
- Educação do Campo - Licenciatura - Hab. em Ciências Humanas e Sociais (Integral) (novo - 2014)
- Educação do Campo - Licenciatura - Hab. em Matemática (Integral) (novo - 2014)
- Educação do Campo - Licenciatura - Hab. em Linguagens e Códigos (Integral) (novo - 2014)
- Educação Física - Licenciatura (À distância)
- Educação Física - Licenciatura (Integral)
- Pedagogia - Licenciatura (Integral)
- Pedagogia - Licenciatura (Noturno)
- Pedagogia - Licenciatura (À distância)

### Faculdade de Artes, Letras e Comunicação (FAALC)
- Artes Visuais - Bacharelado - Hab. em Artes Plásticas (Integral)
- Artes Visuais - Licenciatura - Hab. em Artes Plásticas (Integral)
- Audiovisual - Bacharelado (Integral)
- Comunicação Social - Bacharelado - Hab. em Jornalismo (Integral)
- Jornalismo - Bacharelado (Integral)
- Letras - Licenciatura - Hab. em Português e Espanhol (À distância)
- Letras - Licenciatura - Hab. em Português e Espanhol (Integral)
- Letras - Licenciatura - Hab. em Português e Inglês (Integral)
- Música - Licenciatura - Hab. em Educação Musical (Noturno)

### Faculdade de Computação (FACOM)
- Análise de Sistemas - Bacharelado (Noturno)
- Análise e Desenvolvimento de Sistemas - Tenológico (Noturno)
- Ciência da Computação - Bacharelado (Integral)
- Engenharia de Computação - Bacharelado (Integral)
- Engenharia de Software - Bacharelado (Integral)
- Redes de Computadores - Tecnólogo (Noturno)

### Faculdade de Direito (FADIR)
- Direito - Bacharelado (Integral)
- Direito - Bacharelado (Noturno)

### Faculdade de Engenharias, Arquitetura e Urbanismo e Geografia (FAENG)
- Arquitetura e Urbanismo - Bacharelado (Integral)
- Construção de Edifícios - Tecnológico (Noturno)
- Eletrotécnica Industrial - Tecnológico (Noturno)
- Engenharia Ambiental - Bacharelado (Integral)
- Engenharia Civil -  Bacharelado (Integral)
- Engenharia Civil - Bacharelado (Integral)
- Engenharia Elétrica - Bacharelado (Integral)
- Engenharia de Produção - Bacharelado (Integral)
- Geografia - Bacharelado (Noturno)
- Geografia - Licenciatura (À distância)
- Saneamento Ambiental - Tecnológico (Noturno)

### Faculdade de Medicina (FAMED)
- Medicina - Bacharelado (Integral)

### Faculdade de Medicina Veterinária e Zootecnia (FAMEZ)
- Medicina Veterinária - Bacharelado (Integral)
- Zootecnia - Bacharelado (Integral)

### Faculdade de Odontologia (FAODO)
- Odontologia - Bacharelado (Integral)

### Instituto de Física (INFI)
- Física - Bacharelado (Integral)
- Física - Licenciatura (Integral)
- Engenharia Física - Bacharelado (Integral)

### Instituto de Matemática (INMA)
- Matemática - Licenciatura (Integral)
- Matemática - Licenciatura (À distância)

### Instituto de Química (INQUI)
- Química - Bacharelado - Hab. em Química Tecnológica (Integral)
- Química - Licenciatura (Noturno)